# Ca l'Umbert
Ca l'Umbert és una masia del municipi de Montgat (Maresme). La seva torre de defensa està declarada bé cultural d'interès nacional.

## Descripció
Masia formada per tres cossos. El central, on hi ha la porta d'entrada d'arc de mig punt, està cobert a doble vessant amb el carener paral·lel a la façana; aquest cos consta de planta baixa i dos pisos. Adossat a l'esquerra de la façana hi ha un cos de grans dimensions, de planta quadrada i cobert per una teulada d'un sol vessant, que possiblement havia estat als seus inicis una torre de guaita. A l'altre costat hi ha un altre cos que només té planta baixa i un pis, amb la coberta a una vessant. Totes les obertures tant de la masia pròpiament com de la torre, conserven les llindes, els llindars i els brancals de pedra.

## Història
La masia de Can Umbert, anteriorment denominada Mas Barral, manté el llinatge familiar dels seus propietaris, malgrat no conserven el cognom.